# Naia
Para la organización deportiva universitaria norteamericana véase NAIA
Naia es el nombre que sus descubridores han dado a un esqueleto humano, de 12 000 a 13 000 años de antigüedad, de una mujer adolescente, que fue encontrado en Tulum, Quintana Roo, México. Los huesos eran parte de un descubrimiento, en 2007, de un alijo de huesos de animales en una cámara bajo el agua, llamada "Hoyo Negro", en el sistema de cuevas Sac Actun. El esqueleto está completo y genéticamente intacto.

## ADN mitocondrial y morfología
El análisis del ADN mitocondrial de Naia ha indicado un vínculo genético entre paleoamericanos y modernos nativos americanos ya que encontró que Naia tenía el hablogrupo D1, exclusivo de los actuales amerindios, especialmente de América del Sur. Debido a las diferencias en la morfología craneofacial y dentición entre los primeros esqueletos americanos y los indígenas contemporáneos, se han postulado orígenes diferentes para ellos. En particular así ocurrió con el llamado hombre de Kennewick, un conjunto de restos bien conservados de un paleoamericano, descubiertos en 1996, con características tales como un cráneo estrecho, diferente al de los actuales nativos americanos. Naia también tiene un cráneo estrecho y su ADN mitocondrial confirma que, a pesar de las diferencias en la apariencia, estos grupos, sin embargo, comparten ascendientes. Los investigadores consideran que su hallazgo es una prueba de que los primeros pobladores de América llegaron provenientes de Siberia.

## Datación
La datación por carbono-14 del esmalte de sus dientes arrojó una antigüedad máxima para Naia de 12 900 años. Acumulaciones de carbonato de calcio que cayeron sobre los huesos de Naia han sido datadas en 12 000 años, por el método de uranio-torio.
El sitio del hallazgo está ahora a 40 m de profundidad por el aumento del nivel del mar que ocurrió entre 9700 y 10 200 años atrás, al terminar el último periodo glacial, ya que de los animales terrestres encontrados en la cueva, el último data de hace 9700 años. Se le dio el nombre de Naia en honor a las náyades, que de acuerdo con la mitología griega eran ninfas que habitaban en aguas dulces.